# Ingenmansland (radioprogram)
Ingenmansland, ett magasin om framtiden var en radioserie som sändes i Riksradions P1 från och med hösten 1979 till och med våren 1984. Programmen varierade mycket ämnesmässigt sett men tog ofta sin utgångspunkt i frågor och idéer som framfördes inom den då aktuella alternativrörelsen.
Ett återkommande tema var miljöfrågorna med ekologi, tillväxtens gränser, hållbar utveckling, alternativ ekonomi och teknik. Ett annat idéområde var alternativa tankar kring människans liv och möjligheter, från meditation och parapsykologi till gröna vågen och historiska paradigmskiften. Lars Ekman och Björn Lindgren alternerade som redaktör, det vill säga programledare och producent i en person.